# Paratomoxia pulchella
Paratomoxia pulchella es una especie de coleóptero de la familia Mordellidae.

## Distribución geográfica
Habita en Camerún.